# 第三次中東戦争
第三次中東戦争（だいさんじちゅうとうせんそう、ヘブライ語: מלחמת ששת הימים、アラビア語: حرب 1967）は1967年6月5日から同年6月10日にかけての6日間に勃発した、イスラエルとエジプト、シリア、ヨルダンの間の戦争である。結果としてはイスラエルの圧倒的勝利に終わり、国際連合（国連）の調停によって停戦した。英語圏においては六日戦争（むいかせんそう, Six-Day War）、アラブ諸国においては六月戦争（ろくがつせんそう, June War）とも呼ばれる。
以前からイスラエルとアラブ諸国は対立しており、1965年頃からパレスチナゲリラのイスラエルに対する越境攻撃が続いていたが、これに対しイスラエルが反撃をエスカレートさせた事でアラブ諸国との対立は深まり緊張が高まった。そして1967年にはイスラエル軍とシリア軍の衝突が起こるようになったため、シリアはエジプトと軍事同盟を結んで対抗。なおエジプトも同年5月にシナイ半島からの国連緊急軍の撤退を求めると共に、イスラエル対策としてアカバ湾を封鎖。情勢はますます険悪化した。
そのような中6月5日、イスラエル空軍がエジプト、シリア、ヨルダンに突如として奇襲攻撃を仕掛け、同三ヶ国の空軍を壊滅させると共に陸軍も電撃戦で同国を侵略。そして6日間で東エルサレムなどのヨルダン川西岸地区やガザ地区のパレスチナだけでなく、エジプト領のシナイ半島やシリア領のゴラン高原をも占領した。
このようにこの戦争はイスラエル側の圧倒的勝利に終わり、国連の停戦決議により停戦したとはいえイスラエルが占領地を大幅に拡張した事に変わりは無く、逆に圧倒的敗戦を喫したアラブ諸国側は同国に対する外交政策を根本的に見直さざるを得なくなったのであった。

## 概要
史上3度目の中東戦争である。1956年の第二次中東戦争以降対イスラエル・アラブ情勢は比較的安定していたが、1966年にヤーセル・アラファートが指導するファタハがヨルダンとの国境に地雷を仕掛けてイスラエル軍兵士が殺害されたことを受けて起きたサム事件から、次第に緊張が高まりつつあった。1967年5月にはエジプトがシナイ半島に地上部隊を進出させ、さらにエジプトの要求により第一次国際連合緊急軍が撤退、チラン海峡も閉鎖するなど「イスラエルの抹殺」、すなわち戦争の動きを見せるようになり、イスラエルも動員令を発令、国防相にモシェ・ダヤンを就任させるなど、戦備を整えた。
こうした中、1967年6月5日朝、イスラエル空軍がアラブ各国の空軍基地に奇襲攻撃を行い、アラブ各国の空軍に壊滅的被害を与えた上で攻撃を開始した。アラブ側はイスラエル軍の前にほとんど抵抗できずに敗走を重ね、6日間で戦闘は終結、イスラエルはエジプトからシナイ半島、ガザ地区を、ヨルダンから東エルサレムを含むヨルダン川西岸を、シリアからゴラン高原を占領した。結果としてイスラエルは1949年の停戦ライン（グリーンライン）よりも広い地域を実効支配することとなった。
この戦争でイスラエルはほぼ一方的な勝利を収めたが、このためにアラブ側の戦争能力を軽視することとなり、1973年の第四次中東戦争の緒戦でアラブ側に敗北を喫することになったといわれている。戦争前に比べて国際的信用も低下し、かつての支援国イギリス・フランスからは兵器の共同開発や輸出を断られている。またヨルダン川西岸から周辺国(主にヨルダン)へ亡命した人々も多く、結果としてパレスチナ難民は増加した。この戦争を受けて国際連合安全保障理事会が決議した国際連合安全保障理事会決議242は中東問題の平和的解決をめざした基本的条文であるといわれる。2015年現在もイスラエルはガザ地区、ヨルダン川西岸、ゴラン高原を占領し、自国領であると主張しているが、国際的には受け入れられていない。
なお、本戦争は6日間で終結したことから「世界一短い戦争」と呼ばれることがあるが、実際の世界最短の戦争は1896年のイギリス・ザンジバル戦争（約40分間）である。

## 名称
本戦争の名称について、イスラエルでは「六日戦争」（六日間-とも、ヘブライ語: מלחמת ששת הימים、Milhemet Sheshet ha Yamim、Six Day War）と呼ぶ。
アラブ側では「大敗北」（アラビア語: النكسة、an-Naksah）、あるいは「1967年戦争」（アラビア語: حرب 1967、Ḥarb alfu wa sitti miya wa sab`ata sittiin）と呼んでいる。
欧米では「六日戦争」が一般的に用いられているが、「1967年アラブ・イスラエル戦争（1967 Arab-Israeli War）」、「第三次中東戦争（Third Arab–Israeli War）」とも呼ばれ、日本では後者が一般的に用いられている。

## 背景
第一次中東戦争（1948年-1949年）によってパレスチナの大部分はイスラエルが占領していたが、ユダヤ教、キリスト教、イスラームの聖地とみなされているエルサレムの旧市街を含めた東エルサレムはアラブ側のヨルダンが支配していたため、エルサレム旧市街における嘆きの壁においてユダヤ教の祈りを捧げることが不可能となり、正統派ユダヤ教徒を中心に不満が高まっていた。
一方、アラブ側では、1964年にヨルダンの首都アンマンを本部としたパレスチナ解放機構（PLO）が結成され、イスラエルに対するゲリラ闘争を行っていた。1966年2月、シリアでクーデターが発生し、PLO支持のアターシー政権が樹立すると、国内の混乱も収まらないうちにゴラン高原からイスラエル領内へ砲撃を加え始めた。イスラエルは住民保護を理由として、7月に空軍を派遣してシリア軍と交戦した。シリア空軍機を撃墜して砲撃陣地を破壊、さらに示威行為として、首都ダマスカス上空を飛び回った。
当時、アラブ側にはソビエト連邦から兵器を購入していた関係でソ連国家保安委員会（KGB）の要員も入っていた。また、ソビエト連邦は、中東でアメリカ合衆国に対して有利な立場を得ようと中東で戦争を起こそうと画策していた。そこで、イスラエルとシリアが即時に開戦する意思も態勢もなかったにもかかわらず、KGBはエジプト政府に両国が開戦するとの情報を知らせた。またシリア政府に対しては、イスラエルがシリアへ侵攻する準備を開始したと報告した。このため両国は開戦に備えて国境沿いを軍で固めた。ヨルダンも1967年5月にエジプトと共同防衛条約を結び、イスラエルの侵攻に備えた。
一方、イスラエルは諜報特務庁（モサッド）の諜報活動によってアラブ側の情勢は絶えず知らされていた。イスラエルはKGBの行動とアラブ3国の緊張を根拠としてアメリカ合衆国に仲裁を求めたが、中央情報局（CIA）はアラブ諸国の侵攻はないと判断しており、また当時の米国はベトナム戦争を戦っていたため、中東でイスラエルを支援する余裕がなかったために応じなかった。1967年5月16日には、エジプトがシナイ半島での停戦監視を受託していた国連緊急軍（UNEF）を撤退させるなど、情勢は緊迫化した。当時、周辺国の全てが国交のない敵国であったため国家消滅の危機感を抱いていたイスラエルは、アラブ諸国に侵攻される前に先制攻撃を決意し、開戦の準備を行った。6月1日、メイール・アミット諜報特務庁長官は米国のロバート・マクナマラ国防長官との秘密会談で、先制攻撃の内諾を得た。
KGBはイスラエルが先制攻撃するという情報を入手したが、アラブ側には伝達しなかった。ヨルダンのムハンマド・アル＝ファラー国連大使によると、1966年12月の安保理非常任理事国選出投票で、アラブは2ヶ国が譲らず共倒れした（アジア・太平洋枠の当選は日本とインド）。この結果、開戦までアラブ諸国には安保理協議の情報が入ってこない状況になった。また、アル＝ファラーによると、米国のアーサー・ゴールドバーグ国連大使はアラブ諸国の大使に「アメリカは危機を打開するためにイスラエルと調停し、攻撃を控えさせる」「各国はむやみに動かないほうが良いでしょう」といった。しかし、米国がイスラエルの先制攻撃を内諾したのは、エジプトの副大統領が危機の打開交渉のためにワシントンに到着する直前だったとして、「アメリカの二枚舌にやられたと感じている」と述べた。

## 開戦～わずか6日で停戦
1967年6月5日、イスラエル空軍機は超低空飛行でエジプト・シリア・ヨルダン・イラク領空を侵犯し、各国の空軍基地を奇襲攻撃する「フォーカス作戦」を実施し、第三次中東戦争が勃発した。当時イスラエル空軍は約200機の作戦用ジェット機を運用していたが、12機を除いて全てこのフォーカス作戦に投入し、僅かな損害を受けただけで計410機にも上るこれらアラブ諸国の航空機を破壊することに成功した。
このフォーカス作戦によって制空権奪取に成功したイスラエルは地上軍を侵攻させ、短期間のうちにヨルダン占領下（ヨルダンは併合を宣言）のヨルダン川西岸地区、エジプト占領下のガザ地区とエジプト領シナイ半島（シナイ半島占領）、シリア領ゴラン高原を占領した。機甲総監のイスラエル・タルは、シナイ方面の3個機甲師団長の一人として地中海沿岸のルートを進撃し、エジプト軍に対する圧倒的勝利をおさめた。
ヨルダンとエジプトは6月8日に停戦、シリアも6月10日に停戦した。延べ6日間の電撃作戦でイスラエルの占領地域は戦前の4倍以上までに拡大した。
占領地では暫定的な措置として軍政を敷き、イスラエル国防軍軍律を施行した。

これは、イスラエルが当初から「永遠の首都」の一部と位置付けていた東エルサレムは別として、併合を宣言しての内地化は事実上凍結された状況で（後述するように、東エルサレムを含め、イスラエルの占領を承認した国家はこの時点では存在していない）、ハーグ陸戦条約第43条の規定を援用した権力行使を行ったからである。このため、占領地ではイスラエル国内法は施行されず、オスマン帝国法を始めとした旧法は温存され、必要に応じて軍律で上書きする手法が採られた。

## 消耗戦争
第三次中東戦争は一応の停戦には至ったが、アラブ諸国も領土を喪失したままでいられるはずも無く、すぐに紛争が勃発した。
ヨルダンは聖地東エルサレムを奪われ、国家の威信が揺らいだ。そこで停戦から半年後にPLOを支援してヨルダン川西岸を攻撃したが、失地回復には至らなかった。
また、エジプトはスエズ運河を挟んでイスラエルと対峙したが、1968年からエジプト軍が散発的な砲撃を加えるようになり、いわゆる消耗戦争と呼ばれる砲撃の報復合戦となった。この砲撃戦によってスエズ運河は実質的に通航不可能になった。
消耗戦争は断続的に2年間続いたが、1970年6月、イスラエル軍がスエズ運河を越えてエジプト軍を攻撃し、砲撃陣地を破壊して占領した。1ヶ月以上の占領の末、8月に両国は停戦した。

## 停戦後
この1970年はアラブの転換点となる重要な年となった。PFLP旅客機同時ハイジャック事件をきっかけに9月にはヨルダンがPLOを攻撃するヨルダン内戦が発生、ヨルダンは非難されて孤立し、PLOはレバノンに逃れ、後のレバノン内戦の引き金となる。内戦の直後、エジプト革命の立役者ナセルが死去、サダトが大統領となった。彼はイスラエルとの講和を目指す一方で、シナイ回復などの有利な条件で講和を果たすために再度のイスラエルへの軍事行動を画策、空軍司令ムバーラク主導の空軍再建や、イスラエル自慢の機甲部隊を打ち破るためのソ連からの対戦車ミサイルを中心とする対戦車戦術の導入などを推し進めた。
一方、圧倒的勝利を収めたイスラエル側ではアラブに対する油断が生じ、モサッドによる動向情報への反応も鈍くなっていた。さらに奇襲による国際社会の信用低下に加え、中東のパワーバランスが崩れる事を危惧したイギリス・フランスはアラブ寄りの政策に転換し、イスラエルへの武器輸出停止などの措置を取った。こうした情勢の変化が、続く第四次中東戦争緒戦における大損害へと繋がる事となる。

## 国際社会の対応
アメリカを始め欧米諸国はイスラエル支持、ソビエト連邦はアラブ支持の立場を取った。米ソは協議を行い、イスラエル軍の撤退と、アラブ側にイスラエルを承認させる妥協案をまとめた。しかし、国際連合総会への提出を前に、アラブ側が妥協案を不服としたため決議は行われなかった。こうした諸外国の対応の遅れもあり、イスラエルは占領の既成事実化を進めていった。
しかし、消耗戦争による戦争の再燃で再度米ソに加えイギリスが調停に加わり、イスラエル寄りの米国案にアラブ寄りのインド案を加味した形で協議を行った。その結果11月22日、国際連合安全保障理事会はイスラエルの占領を無効とする安保理決議242を全会一致（中華民国、フランス、イギリス、アメリカ、ソビエト連邦、アルゼンチン、ブラジル、ブルガリア、カナダ、デンマーク、エチオピア、インド、日本、マリ、ナイジェリア）で可決した。決議では同時に国際水路の自由通行権の保障、パレスチナ難民問題の公正な解決、イスラエルを含む全ての当事国の生存権の承認を確認した。
決議はイスラエルの占領を無効とする一方、撤退期限は定められず経済制裁などの具体的なイスラエルへの対抗措置も行われなかった。また、英語文では"Withdrawal of Israel armed forces from territories occupied in the recent conflict;"（最近の戦闘での占領地域からのイスラエルの撤退）、フランス語文では"Retrait des forces armées israeliennes des territoires occupés lors du récent conflit; "（最近の戦闘でのすべての/それらの占領地域からのイスラエルの撤退）と、言語によって解釈が変わる内容になっていた。
定冠詞"les"（英語ならば"the"）を付けることで、第三次中東戦争での占領地すべてを特定する意味となるが、英文では意図的にtheを省くことで、イスラエルによる占領の、少なくとも一部は認められる余地がある解釈を可能にした。これは、野口雅昭によるとイギリス大使（ヒュー・フット・キャラドン卿）が「意図的にあいまいにすることで決議案の採択を可能にした」という。ただし、武力行使（英文"acts of force"、仏文" d'actes de force"）の否定は共通しており、武力による領土の獲得を否定する前提があった。
一方、イスラエルの独立が確認されており、イスラエルにとって有利な内容と言えた。その結果、イスラエルは「英文版以外は政府は検討の対象としない」（アバ・エバン外相）と主張し、また、占領地であること自体を否認し、「すべての「係争地」を返還する必要はない」として占領地の支配を続けた。条文を策定した一人である米国のゴールドバーグ国連大使が1988年に発表した"Resolution 242 After Twenty Years"で、「正文は採決された英文版」「撤退の範囲は定義していない」「和平合意によってイスラエル軍の完全撤退はする必要が無いと推測できる」「パレスチナへの言及を意図的に省略し、『難民問題への公正な解決』を条文にしたのは、アラブ側、ユダヤ側双方の難民と解釈できる」「エルサレムについても、意図的に言及を省略することで、（国連管理地とした以前の決議とは別に）統一エルサレムをイスラエル主権下と認められる余地ができる」など主張し、イスラエルを援護したことも、イスラエルにとって有力な理論武装となった。また、アラブ側当事国（エジプト、ヨルダン、シリア）もイスラエルの承認を拒んだ（1970年、アメリカの要請に従いエジプトが応じるとヨルダンも従ったが、シリアは拒否を続けた）。
しかし本決議は現在でも有効であり、1973年、第四次中東戦争時の安保理決議338では、安保理決議242に基づく停戦が確認され、シリアも受け入れた。1980年には安保理決議465で、重ねてイスラエルによる占領の無効を決議した。従って、第三次中東戦争以降のイスラエル占領地は、原則としてイスラエルの支配は公認されていない。
パレスチナ解放機構（PLO）もまた、当初はイスラエルの承認を拒否し、「全パレスチナの解放」を主張した。
第四次中東戦争後の1979年、イスラエルはエジプトと単独講和（キャンプ・デービッド合意）を結んだため、エジプトから占領したシナイ半島については返還したが、残りの占領地は実効支配を続けた。1988年、PLOのアラファト議長は安保理決議242の受入によるパレスチナ・イスラエルの2国家共存に方向転換し、11月15日にパレスチナの独立宣言を行った。1993年のオスロ合意で、イスラエル占領地（東エルサレム及びシリアから占領したゴラン高原を除く）をパレスチナ自治区として認めることになったが、イスラエルはパレスチナ自治区の各地でユダヤ人入植地を築いて支配の永続化を図っており、対立は続いている（パレスチナ・イスラエル問題）。
2017年12月6日、アメリカのトランプ政権は、東エルサレムをイスラエル領土と認めた。これはイスラエル以外の国が、第三次中東戦争での占領を承認した初めての例である。トランプ政権はまた、ユダヤ人入植地を公認し、2020年1月28日に発表した和平案（繁栄に至る平和）で、ヨルダン川西岸地区の3割のイスラエル併合を認め、パレスチナには代地を用意する案を示した。エルサレムについては米国の他、2024年2月時点で、グアテマラ、ホンジュラス、コソボ、パプアニューギニア、パラグアイ、アルゼンチンが大使館を移転、あるいは移転表明することで、事実上併合を承認している（詳細はエルサレムの地位参照）。ただし、米国は、ユダヤ人入植地については2024年2月23日、ジョー・バイデン政権で従来の「国際法違反」の見解に復した。
2024年7月19日、国際司法裁判所は東エルサレムを含む占領下のパレスチナ領域におけるイスラエルの政策と実行から生じる法的帰結の勧告的意見として、イスラエルによる第三次中東戦争での占領およびそれに伴うすべての措置は国際法違反であり、イスラエルは速やかな撤退と損害賠償を含む原状回復義務があり、すべての国連加盟国はイスラエルの不法状態を終わらせる義務があると結論付けた。しかし、イスラエルは勧告を拒否した。

## イスラエル軍による捕虜処刑事件
第三次中東戦争中、イスラエル国防軍により、エジプト兵捕虜やパレスチナ人義勇兵が処刑されたとされている。実際、戦争に参加した退役軍人が49人のエジプト兵捕虜の違法処刑を認めたとされる。また、当時従軍していた兵士も投降したエジプト兵がイスラエル兵に射殺されているのを目撃。また、イスラエル人記者も、5人のエジプト兵が穴を掘ることを強制された上にその場で殺害され、埋められたのを見たと語っている。これらの話がイスラエル・メディアを騒せ、ドキュメンタリー番組も制作されている。
2007年3月5日、エジプト外務省が「第三次中東戦争中に当時、イスラエル軍を指揮していたベンエリエゼル国土基盤相がエジプト兵捕虜250人を処刑した」と非難した。非難の根拠はイスラエルのテレビ局が放送した番組だが、番組制作者のRan Ederlist氏は「内容はエジプト兵の処刑ではなく、エジプト軍傘下のパレスチナ人部隊がイスラエル兵に殺害された事件のドキュメンタリー番組であり、番組内容が歪曲されている」と否定する声明を出している。